# Platalina genovensium
El  murciélago longirrostro peruano  o  murciélago de nariz larga   (Platalina genovensium)  es una especie de murciélago nectarívoro de la familia de los filostómidos que habita en áreas desérticas y subdesérticas a lo largo  de la región costera del Perú y en el valle de Azapa (norte de Chile).
Está catalogado como "En Peligro Crítico" por la legislación peruana y como "Casi Amenazada" por UICN desde el año 2008. Presenta un sistema complejo de organización dentro de las colonias, donde machos y hembras preñadas se encuentran formando grupos separados. La emisión acústica de 'Platalina genovensium' es la primera que se ha caracterizado entre las de los quirópteros peruanos. Está compuesta por pulsos de 1,30 ms de duración media, en frecuencia modulada, de niveles sonoros extremadamente bajos (aprox. -10 a -35 dB a 1 m de distancia), en secuencias de 12,90 pulsos/segundo, con ancho de banda promedio de 28,58 kHz, discontinuo, con interpulso promedio de 67,56 ms y con máxima energía en 89,21 kHz. Presentan además un armónico en frecuencias superiores a 190 kHz.

## Descripción
Se trata de un murciélago pequeño, con una longitud de cabeza más cuerpo entre 72 y 76 mm. Antebrazo de 46 a 50 mm. Cola de 14 a 19 mm. El pie mide 12 mm, las orejas 13 mm y pesa hasta 47 gramos. El cráneo tiene un rostro muy largo. Posee un cráneo excepcionalmente alargado, al que debe su nombre común, con una lengua adaptada a la obtención de néctar. No posee uropatagio.
Este murciélago tiene mucha dependencia de diversas especies de cactáceas, de las que obtiene su alimento.

## Comportamiento
Su actividad se da principalmente entre el atardecer y la medianoche. El resto del tiempo descansa en pequeños grupos en grutas, oquedades bajo las rocas y ocasionalmente en minas y construcciones. Algunas veces comparte refugio con Glossophaga soricina y otras especies.